# Synchalara
Synchalara is een geslacht van vlinders van de familie sikkelmotten (Oecophoridae), uit de onderfamilie Xyloryctinae.

## Soorten
- S. malacobryas Meyrick, 1938
- S. rhizograpta Meyrick, 1934
- S. rhombota (Meyrick, 1907)